# Norm Berryman
Pour les articles homonymes, voir Berryman.
Pas d'image ? Cliquez ici

a Compétitions nationales et continentales officielles uniquement.

b Matchs officiels uniquement.
Dernière mise à jour le 30 juin 2015.
Norm Berryman, né le 15 avril 1973 à Wellington et mort le 23 juin 2015 d'une crise cardiaque à Perth, est un joueur de rugby à XV de Nouvelle-Zélande. Il a joué pour l'équipe de Nouvelle-Zélande et évoluait au poste de centre.

## Carrière
Norm Berryman réalise le triplé 1998, 1999 et 2000 en Super 12 avec Crusaders.
Au début des années 2000, Berryman effectue par la suite un passage par la France notamment au Castres olympique demi-finaliste du championnat de France en 2001 contre Toulouse et demi-finaliste en Coupe d'Europe HCup en 2002 contre le Munster et au CS Bourgoin-Jallieu.

### En équipe nationale
Il a honoré sa première et seule cape internationale en équipe de Nouvelle-Zélande en 1998 contre l'équipe d'Afrique du Sud. Il a par ailleurs porté le maillot de l'équipe des Māori de Nouvelle-Zélande de rugby à XV en 1999 et 2000 dans un premier temps puis en 2003.

## Palmarès

### En club
- Triple Vainqueur du Super 12 : 1998, 1999 et 2000